# Routes E3x
Pour un article plus général, voir Route européenne.
Routes européennes de type 3x[pas clair].

## Routes de classe A
| Routes E | Am. (*) | Trajet                                            | Itinéraire elbruz.org |
| -------- | ------- | ------------------------------------------------- | --------------------- |
| E 30     | (*)     | Cork (Irlande) - Oufa (Russie)                    | E30                   |
| E 31     | -       | Rotterdam (Pays-Bas) - Ludwigshafen (Allemagne)   | E31                   |
| E 32     | -       | Colchester (Royaume-Uni) - Harwich (Royaume-Uni)  | E32                   |
| E 33     | -       | Parme (Italie) - La Spezia (Italie)               | E33                   |
| E 34     | -       | Zeebruges (Belgique) - Bad Oeynhausen (Allemagne) | E34                   |
| E 35     | -       | Amsterdam (Pays-Bas) - Rome (Italie)              | E35                   |
| E 36     | -       | Berlin (Allemagne) - Legnica (Pologne)            | E36                   |
| E 37     | -       | Brême (Allemagne) - Cologne (Allemagne)           | E37                   |
| E 38     | (*)     | Glukhov (Ukraine) - Saratov (Russie)              | E38                   |
| E 39     | -       | Trondheim (Pays-Bas) - Ålborg (Danemark)          | E39                   |

## Routes de classe B
| Routes E | Am.(*) | Trajet                                           | Itinéraire elbruz.org |
| -------- | ------ | ------------------------------------------------ | --------------------- |
| E 311    | -      | Bréda (Pays-Bas) - Utrecht (Pays-Bas)            | E311                  |
| E 312    | -      | Flessingue (Pays-Bas) - Eindhoven (Pays-Bas)     | E312                  |
| E 313    | -      | Anvers (Belgique) - Liège (Belgique)             | E313                  |
| E 314    | -      | Louvain (Belgique) - Aix-la-Chapelle (Allemagne) | E314                  |
| E 331    | -      | Dortmund (Allemagne) - Cassel (Allemagne)        | E331                  |
| E 371    | -      | Radom (Pologne) - Prešov (Slovaquie)             | E371                  |
| E 372    | -      | Varsovie (Pologne) - Lviv (Ukraine)              | E372                  |
| E 373    | (*)    | Lublin (Pologne) - Kiev (Ukraine)                | E373                  |
| E 381    | -      | Kiev (Ukraine) - Orel (Russie)                   | E381                  |
| E 391    | (*)    | Trosna (Russie) - Glukhov (Russie)               | E391                  |

(*) Voir ci-dessous dans la section « amendement(s) »

## Amendement(s): extension ou modification du réseau[1]
- E 30 : extension Samara - Oufa - Asie
- E 38 : nouvelle route Glukhov (UA) - Koursk − Voronej - Saratov (RUS) - Asie
- E 373 : suppression de la portion Kovel - Rovno (UA) et extension Kovel - Kiev (UA)
- E 391 : nouvelle route Trosna - Glukhov (RUS)